# Outfit de Chicago
El Outfit de Chicago (en inglés Chicago Outfit, también conocido como the Outfit, la Chicago Mafia, la Chicago Mob o The Organization) es un sindicato del crimen organizado o familia criminal italoestadounidense con base en Chicago, Illinois, que se originó en el South Side de Chicago en la década de 1910. Forma parte de la mafia estadounidense. 
El Outfit alcanzó el poder en la década de los veinte, bajo el control de Johnny Torrio y Al Capone, y el período estuvo marcado por sangrientas guerras entre bandas por la distribución ilegal de alcohol durante la Prohibición. Desde entonces, el Outfit ha estado implicado en una amplia variedad de actividades criminales, incluyendo usura, apuestas ilegales, prostitución, extorsión, corrupción política y asesinato. Después de que Capone fuera condenado por evasión de impuestos en 1931, el Outfit fue liderado por Paul Ricca y Tony Accardo entre 1943 y 1972. Accardo asumió la posición de jefe en solitario luego de la muerte de Ricca y fue uno de los jefes más longevos de todos los tiempos hasta su muerte en 1992. El Outfit tiene asiento en La Comisión, órgano rector de la mafia italoestadounidense junto a las Cinco Familias mafiosas de Nueva York, aunque frecuentemente son representados en las reuniones por la Familia criminal Genovese.
Aunque nunca ha tenido el monopolio absoluto del crimen organizado en Chicago, el Outfit ha sido durante mucho tiempo la organización criminal más grande, poderosa y violenta en la ciudad y el Medio Oeste en general. A diferencia de otras facciones mafiosas como las Cinco Familias, el Outfit ha sido una facción unificada desde su concepción. En su apogeo, su influencia se extendía hasta California, Florida y Nevada y sigue operando en todo el Medio Oeste y el sur de Florida así como en Las Vegas y otras partes del suroeste. La mayor atención de las fuerzas del orden han provocado su declive gradual desde finales del siglo XX, aunque sigue siendo uno de los principales y más activos grupos del crimen organizado en el área metropolitana de Chicago y el Medio Oeste. Se cree que actualmente está liderado por Salvatore "Solly D" DeLaurentis desde 2018, luego de la muerte ese mismo año por alzheimer del anterior capo, John DiFronzo.

## Historia

### Pre-prohibición
Los primeros años del crimen organizado en Chicago, a finales del siglo XIX y principios del XX, estuvieron marcados por el reparto entre varias bandas callejeras del control del Lado Sur y el Lado Norte, así como las organizaciones de la Mano negra de Little Italy.
Big Jim Colosimo centralizó el control a principios del siglo XX. Colosimo nació en Calabria, Italia, en 1877, emigrando a Chicago en 1895 donde se estableció como criminal. Para el año 1909 tuvo tanto éxito que había invadido la actividad criminal de la organización de la Mano negra.
Su organización en expansión requería obtener más fuerza. Esto vino en forma del sobrino de Colosimo Johnny Torrio desde Nueva York. En 1919, Torrio trajo a Al Capone, procurando así la entrada de Capone en Chicago. Con el tiempo, Colosimo y Torrio habían discutido ante la insistencia de Torrio de que se expandieran al negocio del contrabando de alcohol Ilegal, algo a lo que se oponía totalmente Colosimo. En 1920 Colosimo fue asesinado por orden de Torrio. Se supone que Torrio trajo al colega neoyorquino Frankie Yale para asesinar a Colosimo. También Al Capone fue sospechoso del asesinato de Colosimo.
Torrio reunió diferentes partes de la actividad criminal de Chicago, con un efecto duradero sobre Chicago en general y el crimen de Chicago en particular.

### Imperio de Al Capone
Durante la época de la Prohibición, Johnny Torrio compitió con otros gánsteres de Chicago por el negocio de contrabando. A pesar de ello, Torrio fue capaz de alcanzar una tregua con Dean O'Banion, el líder de la Banda del Lado Norte irlandesa. El Outfit de Chicago operó en el Sur de Chicago mientras que Dean O'Banion operaba en el Lado Norte. Torrio también se había aliado con la siciliana familia criminal de Genna que operaba desde Little Italy en el centro de la ciudad. La tregua con el Lado Norte se rompió y, el 10 de noviembre de 1924, Dean O'Banion fue asesinado por Frankie Yale y dos pistoleros de Genna. Hymie Weiss asumió el mando en la Banda del Lado Norte y, el 24 de enero de 1925, Torrio fue herido de gravedad en un intento de asesinato. Se recuperó en el hospital, cumplió una sentencia de un año de prisión, y luego entregó el control a Capone y se retiró. En 1926, Capone hizo que asesinaran a Hymie Weiss. El ascenso de Capone llevó a una guerra sangrienta por el control del contrabando de alcohol en Chicago en los años veinte. Esto tuvo su momento cumbre en la Matanza de San Valentín. La guerra fue ampliamente cubierta por la prensa y convirtió a Capone en una figura nacional.
Capone y sus hombres nadaban en dinero, y en gran medida eran inmunes a la persecución porque intimidaban a los testigos y sobornaban a los oficiales de la ciudad. También sobornaban a numerosos oficiales de policía para evitar que arrestaran a sus hombres. A finales de su reinado Capone había extendido con éxito el Outfit de Chicago por toda el área metropolitana. Una de las principales áreas de interés estaba en Canadá, la principal fuente de alcohol que el Outfit estaba metiendo de contrabando en los Estados Unidos. Este alcohol ilegal se distribuía entonces por todos los burdeles de Chicago. Durante la prohibición esta era una de las principales fuentes de ingresos para el Outfit. El jefe controlaba a las cabezas de varias divisiones del Outfit a través de un sistema de subordinados colocados por varios niveles de la organización. Cualquiera que traicionara el honor de la organización era ejecutado. Incapaz de acusar a Capone de ninguna actividad criminal significativa, los agentes del Tesoro hicieron que lo arrestasen por evasión de impuestos y fue sentenciado a 11 años de prisión en 1931.

### De Nitti a Accardo

#### Años 1930-1950
El sucesor designado a dedo de Capone, Frank Nitti, asumió nominalmente el poder. De hecho, el poder fue asumido por el subjefe de Nitti, Paul Ricca, a quien trataban de "jefe" los líderes del creciente Sindicato Nacional del Crimen. Ricca dirigió el Outfit, de nombre o de hecho, durante los siguientes 40 años.
A lo largo de la década siguiente el Outfit se metió en la extorsión laboral, el juego y la usura. Geográficamente este es el período en el que el Outfit se extendía hasta Milwaukee y Madison, Wisconsin, Kansas City, y especialmente a Hollywood y otras ciudades de California, donde la extorsión del Outfit a los sindicatos le permitió aprovecharse de la industria cinematográfica.
A principios de los años cuarenta un puñado de líderes del Outfit fueron a prisión debido a que se descubrió que estaban extorsionando a Hollywood a través del control de los sindicatos que componían la industria cinematográfica, y manipulando y malversando el fondo de pensiones Teamsters Central States.
En 1943 el Outfit fue cogido con las manos en la masa extorsionando a la industria cinematográfica de Hollywood. Ricca quería que Nitti asumiera la responsabilidad. Sin embargo Nitti había descubierto que era claustrofóbico años antes cuando estuvo en la cárcel durante 18 meses (por evasión de impuestos), y decidió suicidarse antes de enfrentarse de nuevo a la cárcel por la extorsión a Hollywood. Ricca entonces se convirtió en jefe no sólo de nombre sino también de hecho, con el jefe de operaciones Tony Accardo como subjefe, lo que fue el comienzo de una asociación que duró casi 30 años. Por esta época, el Outfit comenzó a atraer a miembros del Banda de los 42 (Forty-Two Gang), una pandilla juvenil particularmente violenta. Entre ellos estaban Sam "Momo" Giancana, Sam "Mad Sam" DeStefano, Félix "Milwaukee Phil" Alderisio, y Fiore "Fifi" Buccieri.
Ricca fue enviado a la cárcel más tarde en 1943 por su participación en el complot del Outfit para controlar Hollywood. Fue sentenciado a 10 años de prisión, junto con una serie de otros gánsteres. A través de la "magia" de conexiones políticas, todo el grupo de los gánsteres del Outfit fueron liberados después de tres años en gran medida por los esfuerzos del "apañador" del Outfit Murray "The Camel" Humphreys. Ricca no podía relacionarse con gánsteres como una condición de su libertad condicional. Accardo nominalmente asumió el poder como jefe, pero de hecho lo compartía con Ricca, quien siguió entre bambalinas como asesor principal, uno de los pocos casos de poder compartido en el criman organizado.
Accardo se unió a Ricca en semi-retiro en 1957 debido a cierto "calor" que percibía del IRS. Desde entonces en adelante, Ricca y Accardo permitieron que otros sirvieran nominalmente como jefes, como Giancana, Alderisio, Joey Aiuppa, William "Willie Potatoes" Daddano, y Jackie "the Lackey" Cerone. La mayor parte de estos jefes aparentes procedían de la Banda de los 42. Sin embargo, ninguna gran transacción de negocios se llevaba a cabo sin el conocimiento y aprobación de Ricca y Accardo, y desde luego, ningún "golpe." Al permanecer detrás del escenario, Ricca y Accardo duraron bastante más que Capone. Ricca murió en 1972, dejando a Accardo como el único poder entre bastidores.

#### Años 1960-1990
Junto con las alegaciones de votación, el Outfit se vio involucrado en una colusión CIA-Mafia durante el golpe de Castro contra el gobierno cubano. A cambio de su ayuda se dio al Outfit acceso a sus anteriores casinos si ayudaba a derrocar a Fidel Castro en la Operación Mangosta o Joyas de la Familia. El Outfit fracasó en esa empresa y se enfrentó a crecientes acusaciones bajo la administración del presidente John F. Kennedy (JFK). El Outfit protagoniza algunas teorías en relación con el asesinato de John F. Kennedy y el de su hermano Robert Kennedy.
El Outfit alcanzó la cumbre de su poder a principios de los años sesenta. Accardo usó el fondo de pensiones de los camioneros, con la ayuda de Meyer Lansky, Sidney Korshak, y Jimmy Hoffa, para implicarse en un lavado de dinero masivo a través de los casinos del Outfit. Los años setenta y ochenta fueron tiempos duros para el Outfit, conforme las fuerzas de la ley siguieron infiltrándose en la organización, incitados por políticos guiados por las encuestas. Las apuestas a larga distancia redujeron los beneficios de las apuestas, y los casinos ilícitos se debilitaron bajo la competencia de casinos legales. Las actividades como el robo de coches o las apuestas deportivas profesionales no reemplazaron los beneficios perdidos.
El Outfit controlaba casinos en Las Vegas y "distraían" millones de dólares a lo largo del curso de varias décadas. Más recientemente, las figuras señeras de la mafia han sido condenadas por crímenes que se remontan a mediados de los sesenta. Se ha rumoreado que los dos millones de dólares "distraídos" en el caso judicial de 1986 se usaron para construir el Old Neighborhood Italian American Club, cuyo fundador fue Angelo J. "The Hook" LaPietra.
La operación PENDORF (nombre clave del infiltrado Allen Dorfman) y el caso "Strawman" acabaron con las "distracciones" del Outfit y el control de sus casinos en Las Vegas. Estos acontecimientos fueron relatados, en forma dramatizada, en la película Casino.
La operación GAMBAT fue un golpe muy fuerte al estrecho control del Outfit sobre la maquinaria política de Chicago. Pat Marcy, un mafioso del Outfit, presidió la Sala Primera de la ciudad, que representaba a la mayor parte del centro de Chicago. Marcy y compañía controlaban el tribunal de circuito desde los años cincuenta hasta finales de los ochenta con la ayuda de Alderman Fred Roti y el hombre del comité demócrata John D'Arco, Sr. Juntos, la Sala Primera arreglaba casos que implicaban de todo, desde pequeñas infracciones de tráfico a homicidios.
Robert Cooley fue uno de los abogados que representaron a muchos mafiosos y asociados en casos que se arreglaron. Como hombre de confianza dentro de la Sala Primera, a Cooley se le pidió "sacar" a un oficial de policía de la ciudad. Cooley era también adicto al juego y tenía deudas, así que se acercó al grupo del crimen organizado del Departamento de Justicia, declarando que quería "destruir a Marcy y la Sala Primera."
Cooley pronto entró en contacto con el FBI y empezó a cooperar como informador federal. A lo largo de los años se mantuvo cerca de Marcy y los peces gordos de la Sala Primera. Llevaba un dispositivo de vigilancia electrónica, grabando valiosas conversaciones en la célebre "Mesa de la Sala Primera", ubicada en el "Counselor's Row" al otro lado de la calle del Ayuntamiento de Chicago. Los resultados de la operación Gambat (Gambling Attorney, "abogado jugador") fue la condena de 24 jueces corruptos, abogados y policías.
Accardo murió en 1992. Es una medida de lo exitosa que fue su estrategia de permanecer fuera del foco de atención, el que nunca pasó un día en la cárcel (o sólo pasó un día, dependiendo de la fuente) a pesar de un arresto que se remontaba al año 1922. La transición de Chicago de Accardo a la siguiente generación de jefes del Outfit ha sido más un cambio administrativo que una lucha por el poder, algo totalmente diferente a las transiciones por el liderazgo en el crimen organizado en la ciudad de Nueva York.

### SigloXXI
Las investigaciones más intensas por las fuerzas de la ley y el arrepentimiento general llevaron al gradual declive del Outfit desde finales del siglo XX. El Old Neighborhood Italian American Club es considerado su lugar de encuentro, aunque están muy lejos de las comodidades vividas durante sus años dorados. El fundador del club fue Angelo J. LaPietra "The Hook", quien fue el consigliere del Outfit hasta su muerte en 1999.
El 25 de abril de 2005, el Departamento de Justicia de los Estados Unidos lanzó la Operación Secretos de Familia, que acusó a 14 miembros del Outfit y asociados bajo la Ley Racketeer Influenced and Corrupt Organizations (RICO). El juez del tribunal de distrito James Zagel presidió el juicio de los Secretos de Familia. Los fiscales federales fueron Mitchell A. Mars, T. Markus Funk, y John Scully.
Para el año 2007, el tamaño del Outfit se calculaba en 28 miembros oficiales (componiendo su núcleo duro) y más de 100 asociados.

## Liderazgo histórico

### Jefe
- 1910-1920 — Giacomo "Big Jim" Colosimo — asesinado en 1920.
- 1920-1925 — John "Papa Johnny" Torrio — cedió el cargo en 1925.
- 1925-1931 — Alphonse "Scarface Al" Capone — encarcelado en 1931, falleció en 1947.
- 1931-1943 — Frank "The Enforcer" Nitti — se suicidó en 1943.
- 1943-1947 — Paul "The Waiter" Ricca — dejó el cargo en 1947.
- 1947-1957 — Anthony "Joe Batters" Accardo[11] — dejó el cargo en 1957
- 1957-1966 — Salvatore "Mooney Sam" Giancana — huyó a México en 1966, fue asesinado en 1975.
- 1966-1967 — Samuel "Teets" Battaglia — encarcelado en 1967, falleció en 1973.
- 1967-1970 — John Phillip "Jack" Cerone — encarcelado en 1970, falleció en 1996.
- 1970-1971 — Felix "Milwaukee Phil" Alderisio — encarcelado en 1967-1969, fallecido en 1971.
- 1971-1973 — Panel directivo — Anthony "Joe Batters" Accardo, Joseph "Joey Doves" Aiuppa, Gus Alex (Alex fue un asociado actuando con el papel de asesor en el panel.)
- 1973-1986 — Joseph "Joey Doves" Aiuppa — encarcelado en 1986, fallecido en 1997.
- 1986-1992 — Samuel "Wings" Carlisi — encarcelado en 1992, fallecido en 1997.
- 1992–2018 — John "No Nose" DiFronzo — semirretirado a partir de 2014, falleció en 2018.
- 2018–presente — Salvatore "Solly D" DeLaurentis — desde 2014 venía asumiendo funciones como encargado debido a la enfermedad de alzheimer de DiFronzo.

### Jefe de calle
El jefe de calle fue un miembro de alto nivel nombrado para llevar las actividades cotidianas por el jefe. 
- 1996-2007 — James "Jimmy the Man" Marcello — sentenciado en 2007, encarcelado de por vida en 2009.
- 2007-2012 — Michael "Fat Mike" Sarno — sentenciado a 25 años de cárcel en 2012
- 2012–presente — Louis "Louie Tomatoes" Marino

### Subjefe
- 1910-1920 — John "Papa Johnny" Torrio — se convirtió en jefe en 1920.
- 1920-1925 — Alphonse "Scarface Al" Capone — se convirtió en jefe en 1925.
- 1925-1931 — Frank "The Enforcer" Nitti — se convirtió en jefe en 1931.
- 1931-1943 — Louis "Little New York" Campagna — arrestado en 1943, fallecido en 1955.[11]
- 1943-1947 — Tony "Joe Batters" Accardo — se convirtió en jefe en 1947.
- 1947-1957 — Salvatore "Mooney Sam" Giancana — se convirtió en jefe en 1957, asesinado en 1975.
- 1957-1964 — Frank "Strongy" Ferraro — fallecido en 1964.
- 1964-1966 — Samuel "Teets" Battaglia — se convirtió en jefe en 1966, fallecido en 1973.
- 1967-1986 — John "Jackie the Lackey" Cerone — encarcelado en 1986, fallecido en 1996.
- 1986-1992 — John "No Nose" DiFronzo — se convirtió en jefe en 1992.
- 1992-1996 — James "Jimmy the Man" Marcello — se convirtió en jefe de calle en 1996.
- 1996-2006 — Anthony "Little Tony" Zizzo — desapareció y probablemente asesinado en 2006.
- 2006-2009 — Joseph "Joe the Builder" Andriacchi — se retiró brevemente debido a la enfermedad.
- 2009–presente — Salvatore "Sammy Cards" Cataudella

### Consejero
- 1925-1928 — Antonio "Tony the Scourge" Lombardo — asesinado en 1928.
- 1928-1947 — Charles "Trigger Happy" Fischetti — se retiró en 1947, falleció en 1951.[11]
- 1947-1957 — Paul "The Waiter" Ricca — se retiró en 1957, falleció en 1972.[11]
- 1957-1992 — Tony "Joe Batters" Accardo — falleció de causas naturales en 1992.
- 1992-1999 — Angelo J. LaPietra[11] — falleció por causas naturales en 1999.
- 1999-2007 — Joseph "Joey the Clown" Lombardo — sentenciado en 2007, encarcelado de por vida en 2009.
- 2007-2009 — Alfonso "Al the Pizza Man" Tornabene — fallecido en 2009.
- 2009–2016t — Marco "The Mover" D'Amico — se le pidió que dejara el cargo de manera que Andriacchi pudiera ayudar a aconsejar el cambio de poder de DiFronzo a DeLaurentis.
  - Activo en 2012-2015 — Joseph "Joe the Builder" Andriacchi — se retiró a partir de 2015, falleció en 2024.
  - Activo en 2015–2016 — John "Pudgy" Matassa Jr.

## Actuales miembros de la familia

### Administración
- Jefe Salvatore "Solly D" DeLaurentis 
  - Jefe ejecutivo Salvatore DeLaurentis[12]
  - Jefe de calle Albert Vena[13]
- Subjefe Salvatore Cataudella[14]
- Consejero Marco D'Amico[15]

### Capos
- Cicero James Inendino[12]
- Elmwood Park Peter DiFronzo[16]
- Grand Avenue Albert Vena[17]
- 26th Street Frank "Toots" Caruso[18]

### Soldados
- Robert "Bobby the Boxer" Salerno — Salerno fue un antiguo entrenador de boxeo que conoció a Ernie Terrell muy bien. En 1995, fue sentenciado a cadena perpetua por asesinato, que él afirmó no haber cometido.[19]
- Nicholas "Nick" Ferriola — fue sentenciado a tres años de cárcel en una prisión federal por su papel en el caso Secretos de Familia. Ferriola está también implicado en apuestas ilegales por todo Chicago.[20]
- Michael "Handsome Mike" Talerico — es pariente de Angelo LaPietra, y fue un bookie de poca monta. Talerico también estuvo casado con la hija del anterior sicario del Outfit Frank Schweihs.[21]
- Richard "Richie the Cat" Catazone — en los años ochenta, se vio implicado en una operación de juego del Outfit. Pete Rose apostó con su organización cuando estuvo en Chicago.[22]
- Sam Sei — Sei y su sobrino Keith- tuvieron gran influencia en Melrose Park (Illinois) y controlaron la ciudad después de que Rocky Infelice fuese condenado en los años noventa.[23]
- Salvatore DeLaurentis ("Solly D") - Fue sentenciado a 18 años de cárcel en una prisión federal después de que lo condenaran por fraude fiscal, extorsión y chantaje.[24]
- Peter Difronzo - Hermano de John "No Nose" Difronzo.

## Informantes del gobierno y testigos
| Nombre               | Rango y año     |
| William Morris Bioff | asociado (1943) |
| Louis Bombacino      | soldado (1967)  |
| Richard Cain         | soldado (1971)  |
| Ken Eto              | asociado (1983) |
| Robert Cooley        | asociado (1986) |
| Gerald Scarpelli     | soldado (1988)  |
| William Jahoda       | asociado (1989) |
| Leonard Patrick      | asociado (1992) |
| Nicholas Calabrese   | soldado (2005)  |

## Asociados del Outfit
El Outfit destaca por haber incluido a personas de otros grupos étnicos además de italianos como asociados de alto rango desde los primeros días de la familia. Un ejemplo destacado de esto fue Jake "Greasy Thumb" Guzik, que fue el principal "vendedor viajero" y "contable" durante décadas hasta su muerte. Era un judío polaco. Otros fueron Murray Humphreys, de ascendencia galesa, y Ken Eto (alias Tokyo Joe), que era japonés-estadounidense.
Otro asociado bien conocido del Outfit fue el gánster judío neoyorquino Benjamin Siegel. Siegel fue un amigo de infancia de Capone. La organización de Siegel en Las Vegas y Los Ángeles fue un aliado del Outfit desde 1933 hasta 1961, cuando el jefe de la familia, Mickey Cohen, fue encarcelado y la familia fue diezmada.
Otro reconocido asociado del Oufit fue Frank Rosenthal, famoso corredor de apuestas deportivas en Chicago y Kansas City. Rosenthal era afamado y respetado en el sindicato por generar ganancias enormes para la organización al aplicar un método singular con el cual lograba obtener cuantiosas ganancias de dinero, por lo que fue delegado por el Oufit para dirigir una extensa operación de manejo y control de varios casinos en Las Vegas a inicios de los 80.

## En la cultura popular
El Outfit de Chicago tiene una larga historia de apariciones en Hollywood como sujeto de películas y de televisión.

### Cine
- El pequeño César / Hampa dorada (Little Caesar, 1931)
- Scarface, el terror del hampa (1932)
- Chicago Syndicate (1955)
- The Scarface Mob (película para televisión, 1959)[cita requerida]
- Al Capone (1959)
- The St. Valentine's Day Massacre (1967)
- A quemarropa (1967)
- Bullitt (1968)
- The Outfit (1973)
- Capone (1975)
- Thief (1981)
- El ejecutor (1986)
- Los Intocables de Eliot Ness (1987)
- Midnight Run (1988)
- La tapadera (1993)
- Casino (1995)
- Payback (1999)
- Road to Perdition (2002)
- Enemigos públicos (2009)
- Capone (2020)
- The Outfit (El sastre de la mafia) (2022)

### Televisión
- Los Intocables (1959–63)
- The F.B.I. (1965–1974)
- Historia del Crimen (1986–1988)
- Los intocables (1993–1994)
- Sugartime (película para televisión) (1995)
- El clan sinatra (1998)
- Prison Break (2005–2009)
- La tapadera (2012)
- Mob Wives: Chicago (2012)
- The Mob Doctor (2012–2013)
- Boardwalk Empire (2010–2014)
- The Making of the Mob: Chicago (2016)